# Рибки (округ Сениця)
Рибки (словац. Rybky) — село, громада округу Сениця, Трнавський край. Кадастрова площа громади — 5.78 км².
Населення 418 осіб (станом на 31 грудня 2020 року).

## Географія
Потікає Пасецький потік.

## Історія
Рибки згадуються 1394 року.

## Населення
| Рік:            | 1994. | 2004.    | 2014.   | 2024.   |
| --------------- | ----- | -------- | ------- | ------- |
| Кількість осіб: | 395   | 441      | 456     | 420     |
| Різниця:        |       | +11,64 % | +3,40 % | -7,89 % |

| Рік:            | 2023. | 2024.   |
| --------------- | ----- | ------- |
| Кількість осіб: | 417   | 420     |
| Різниця:        |       | +0,71 % |